# 環帶鰤
環帶鰤（学名：Seriola zonata），为輻鰭魚綱鱸形目鱸亞目鰺科鰤屬下的一个种，為亞熱帶海水魚，分布於西大西洋加拿大新斯科細亞省至巴西桑托斯海域，體呈紡錘型，體側具有6條黑色寬橫帶，眼部有一黑色斜條紋從眼部穿過至額頭，尾鰭叉形，體色為銀白色，體長可達75公分，體重可達5.2公斤，棲息在沿海底中層水域，以魚類及蝦子為食，生活習性不明，可做為食用魚及觀賞魚。